# Antonio Serna Serna
Antonio Serna Serna (Albatera, 10 de abril de 1927 – Murcia, 21 de enero de 2015) fue un químico, musicólogo e intelectual español. Catedrático de Química-Física en la Universidad de Murcia, ha contribuido al desarrollo de campos tan diversos como la polarografía, la medida del color, o la conservación del patrimonio musical escrito.

## Biografía

### Formación
Nació el 10 de abril de 1927 en Albatera (Alicante), hijo del industrial Antonio Serna Serna y de Carmen Serna Carbonell. Compartió la pasión musical de su abuelo, el músico alicantino Salvador Serna, de quien aprendió solfeo con apenas unos años de edad. Su interés por la ciencia llegó en 1940 de la mano de un antiguo preso del campo de concentración de Albatera, el matemático Arturo Rodríguez Suárez (alias “profesor Villafranca”), quien apoyado por la familia Serna había establecido una escuela en esta localidad. En 1942, Antonio Serna se trasladó a Murcia para estudiar bachillerato en el colegio de San José, donde fue superando dos cursos cada año, hasta concluir con el premio extraordinario en el examen de Estado. Tras realizar los estudios de perito mercantil, cursó Ciencias Químicas en la Universidad de Murcia, obteniendo la licenciatura en 1952. Años antes, en 1948, también había concluido su instrucción militar superior en artillería, escala de campaña, siendo promovido (puesto 13 de 362) a alférez de complemento.

### Trayectoria universitaria
En 1952, se incorporó como profesor ayudante a la Facultad de Ciencias de la Universidad de Murcia. Pasó entonces a formar parte del grupo del profesor Juan Sancho Gómez, quien en 1942 se había hecho cargo de la recién creada cátedra de Química-Física.
En mayo de 1959, obtuvo el grado de doctor con la tesis titulada “Ecuación para la corriente de difusión en el electrodo de gotas de mercurio”, una de las primeras tesis doctorales (la octava) defendidas en la Facultad de Ciencias de la Universidad de Murcia. Desde entonces fue recorriendo los diferentes peldaños de la carrera docente, ascendiendo a profesor adjunto en 1963, y profesor agregado en 1968. Finalmente, el 25 de octubre de 1972, obtuvo el nombramiento de catedrático de Química Física, plaza que había quedado vacante en 1968 por el traslado a Madrid del profesor Sancho. Antonio Serna fue entonces nombrado Jefe de la Sección de Química-Física de Murcia (1969-1980) y luego, por elección reiterada, Director del Departamento de Química-Física (1980-1992). Desde 1974 a 1980, también fue Director del Instituto de Ciencias de la Educación de Murcia.
En 1992, año en que se jubiló como profesor emérito, el Consejo Social de la Universidad de Murcia le otorgó el Premio José Loustau al espíritu universitario y los valores humanos.
Falleció el 21 de enero de 2015 en Murcia.

## Contribución en distintos ámbitos

### Actividad científica
Su producción científica abarcó distintas líneas como la polarografía, la química cuántica y la medida del color. En este último campo, desarrolló nuevos métodos para la determinación experimental del color, y su aplicación a sectores como la producción de pimentón o de vino, que necesitaban estandarizar su calidad, color y características físico-químicas. Su estudio en equipo sobre las propiedades fisicoquímicas del pimentón fue galardonado en 1962 con el Premio Nacional de Investigación del Patronato Juan de la Cierva del CSIC.
Publicó numerosos libros y artículos científicos, y dirigió una docena de tesis doctorales. Muchos de sus estudiantes de doctorado fueron luego reconocidos profesores universitarios, como Arturo Rodríguez Suárez, quien había sido su maestro en Albatera, Antonio Fuster Ortigosa (profesor en la Universidad de Murcia), Francisco García Cánovas (catedrático de bioquímica), Jesús Gálvez Morillas (catedrático de electroquímica), Alberto Requena Rodríguez (catedrático de química-física), Dolores Marín Noarbe (catedrática en la Universidad de Alcalá de Henares) o Enrique Abad Sempere (profesor en la Universidad de Alicante). También cofundó una empresa dedicada a la producción industrial de pigmentos sintéticos de óxido de hierro, que estuvo en funcionamiento durante más de una década.
En el año 2000, el Colegio Oficial de Químicos le otorgó la Distinción San Alberto Magno por su trayectoria profesional.

### Actividad en educación y promoción cultural
Durante cuarenta años, impartió docencia en la Universidad de Murcia, siendo un profesor especialmente respetado y querido por sus alumnos. Al inicio de su carrera, también impartió clases en la academia de Antonio Molina, situada en la calle Jabonerías de Murcia. Todos los testimonios escritos coinciden en destacar su calidad humana, su cercanía y su gran capacidad como comunicador.
Como director del Instituto de Ciencias de la Educación (ICE), también participó en proyectos relacionados con la enseñanza media y primaria. Así, en la década de 1970, impulsó desde el ICE la creación del colegio Narciso Yepes de Murcia y la puesta en marcha de nuevas técnicas de enseñanza. Por otra parte, contribuyó a la creación de la revista Didáctica Geográfica, editada por la Asociación Española de Geografía, formando parte de su consejo de redacción durante toda su primera época (desde 1977 hasta 1983).
También estuvo muy vinculado a los círculos culturales de la sociedad murciana. Mantuvo una estrecha amistad con el dramaturgo granadino José Martín Recuerda, quien visitaba con frecuencia la Región de Murcia, y con Ramiro Pinazo Núñez (literato y militante socialista, hijo de uno de los principales artífices de la creación de la Universidad de Murcia en 1915, el periodista Ramiro Pinazo Faixá). Muy interesado en los idiomas (catalán, francés, inglés, árabe y, muy especialmente, ruso y esperanto), en 1981 presidió y organizó en Murcia el 41 Congreso Nacional de Esperanto.

### Conservación del patrimonio musical
Gran estudioso de la música, de la que tenía un profundo conocimiento, tocaba la guitarra y el piano, y hacía arreglos de jazz, orquestaciones y música por ordenador. Durante cerca de 10 años, impartió clases de “Acústica musical” como profesor de los Conservatorios de Alicante y de Murcia. En este último, el laboratorio de electroacústica fue denominado Laboratorio 'Antonio Serna'.
En 1980, junto con José Luis López García (catedrático del Conservatorio Superior de Música de Murcia), clasificaron y microfilmaron todos los fondos musicales escritos que se encontraban, de forma desordenada, en los archivos de las Catedrales de Orihuela y de Murcia. Esta labor permitió descubrir, en ese momento y a otros investigadores posteriores, numerosas partituras de piezas musicales desconocidas hasta entonces. A lo largo de todo el territorio nacional, son varias las publicaciones y tesis doctorales que, gracias a estos documentos microfilmados, pudieron presentar composiciones inéditas de músicos como el padre Antonio Soler (1729-1783) o Mathias Navarro (ca. 1666-1727). En 2007, historiadores y archivistas de toda España rindieron homenaje a Antonio Serna en un ciclo de conferencias sobre conservación patrimonial, organizado por la Universidad de Alicante.

## Reconocimientos y homenajes

### Premios
- Premio Nacional de Investigación Patronato Juan de la Cierva del CSIC.  (1962).[16]
- Premio "José Loustau” (1992).[14]
- Distinción San Alberto Magno del Colegio Oficial de Químicos (2000).

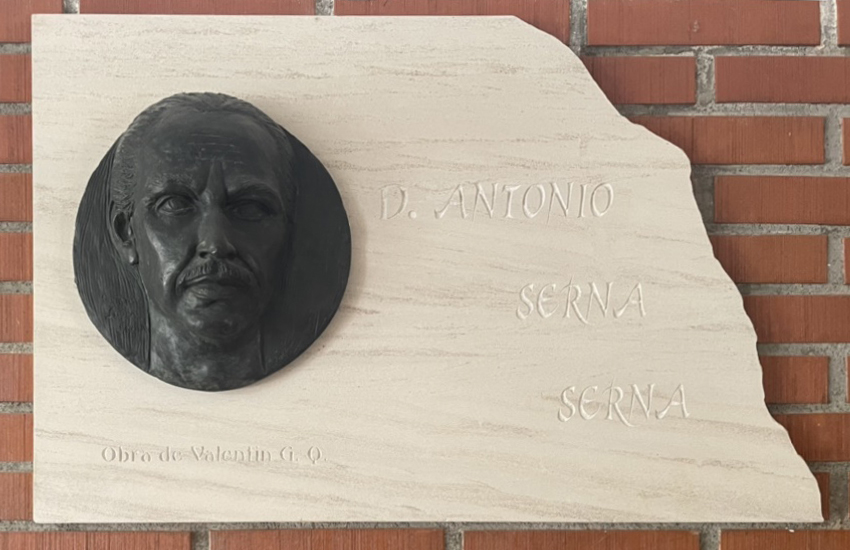
Bajorrelieve de Antonio Serna Serna realizado por el escultor Valentín García Quinto

### Homenajes: IES Antonio Serna Serna
Recibió en vida numerosos homenajes y actos de reconocimiento. En 1997, el Consejo escolar del instituto de educación secundaria de su localidad natal, presidido por su director Pedro Alcaraz, aprobó solicitar que este centro pasara a denominarse Antonio Serna Serna, en reconocimiento por su labor en el ámbito de la educación. Dicha propuesta fue asumida por el Ayuntamiento de Albatera, siendo alcalde Francisco García Gelardo, y aprobada en 1998 por la Generalitat Valenciana. Los actos oficiales de denominación del centro tuvieron lugar en noviembre de ese mismo año y, posteriormente, se instaló en él una escultura en bajorrelieve de Antonio Serna realizada por Valentín García Quinto.